# سمية الجبرتي
سمية الجبرتي هي أول سيدة سعودية ترأس تحرير صحيفة سعودية يومية، حيث أعلنت صحيفة «سعودي جازيت» الناطقة باللغة الإنكليزية عن تعيين الجبرتي في منصب رئاسة تحرير الصحيفة خلفاً لخالد المعينا، بعدما كانت تشغل منصب نائب رئيس التحرير. وعينت عضواً في مجلس الشورى السعودي للفترة 1442-1446هـ (الدورة الثامنة) عام 2020.

## التعليم
- حصلت على درجة البكالوريوس في الأدب الإنجليزي من جامعة الملك عبد العزيز عام 1996.
- حصلت على درجة الماجستير في الأدب الإنجليزي من جامعة الملك عبد العزيز عام 2004.

## الحياة العملية
بدأت حياتها المهنية مترجمة في صحيفة سعودي جازيت فور تخرجها، ومن ثم اتجهت نحو التدريس لمدة خمسة أعوام، وعملت أيضا مديرة مشاريع في إحدى شركات البحوث التسويقية. وفي المجال الإعلامي تدرجت الجبرتي في عدة مناصب، مدير تحرير ونائب رئيس تحرير في «عرب نيوز» لمدة تسع سنوات، ثم انتقلت إلى «سعودي جازيت» كنائبة لرئيس التحرير، وأخيرا وصلت إلى رئاسة التحرير بالصحيفة نفسها.
- عينت عضواً في مجلس الشورى السعودي (الدورة الثامنة) للفترة 1442-1446هـ.[4]
- مساعد رئيس تحرير جريدة عرب نيوز (من نوفمبر 2019 إلى مارس 2020).
- رئيس مركز التواصل الدولي في وزارة الاعلام (من أكتوبر 2018 إلى سبتمبر 2019 م).
- رئيس تحرير جريدة سعودي جازيت (من فبراير 2014 إلى سبتمبر 2018).
- نائب رئيس تحرير جريدة سعودي جازيت (من مارس 2012 إلى فبراير2014م).
- نائب رئيس تحرير جريدة عرب نيوز (من إبريل 2011 إلى مارس 2012م).
- مدير تحرير جريدة عرب نيوز (من إبريل 2008 إلى إبريل2011م).
- مدير التحرير التنفيذي في جريدة عرب نيوز (من إبريل 2007 إلى 2008م).
- نائب قسم المحرر الوطني في جريدة عرب نيوز (من أكتوبر 2006 إلى إبريل 2007م).
- محرر قسم المحليات في جريدة عرب نيوز (من مايو 2004 إلى أكتوبر 2006م).
- صحفية ومترجمة إعلامية في جريدة عرب نيوز (من أكتوبر 2003 إلى أكتوبر 2004م).
- مديرة مشاريع في شركة «كنسيومر ميتركس» للأبحاث التسويقية في جدة (من سبتمبر 2002 إلى أغسطس 2003م).
- معلمة لغة إنجليزية في جدة (من مارس 1997 إلى أغسطس 2002).
- صحفية في جريدة سعودي جازيت (من إبريل 1996 إلى فبراير 1997م).[5]

## المساهمات
ساهمت سمية الجبرتي في التخطيط والتنظيم للمنتدى الإعلامي للمرأة السعودية الأول الذي انعقد في جدة عام 2006، وشاركت في البعثة المدنية السعودية الأولى إلى الهند كممثلة إعلامية عام 2008 خلال الزيارة الرسمية للملك عبد الله بن عبد العزيز.

## التصنيفات
- وفي عام 2015، تم تصنيفها في القائمة قائمة 100 امرأة في بي بي سي[7]

- في 2016 و2015 صنفت بالمرتبة 22 و 25 في قائمة أقوى إمراة عربية الصادرة من مجلة أرابيان بيزنس.[8][9]

- في 2014 و2017 صنفت بالمرتبة 75 و 31 في قائمة أكثر 100 شخصية عربية تأثيرا في العالم من مجلة أريبيان بزنس.[10]